# Valentín Goffin
Valentín Goffin (14 augustus 1986) is een Belgisch voetballer. Hij is een middenvelder en komt uit voor KAS Eupen. 
Hij heeft zowel de Belgische als de Spaanse nationaliteit.
Tijdens zijn jeugd kwam Valentín bij Standard Luik terecht. Daar kon hij echter niet overtuigen. Na omzwervingen bij een aantal Spaanse ploegen uit de lagere klassen kwam hij terug in België terecht. In augustus 2011 tekende hij een contract bij toenmalig Tweedeklasser KAS Eupen.

## Statistieken
| seizoen | club                             | land   | competitie         | wed. | goals |
| ------- | -------------------------------- | ------ | ------------------ | ---- | ----- |
| 2007/08 | Benidorm CF                      | Spanje | Segunda División B | -    | -     |
| 2007/08 | UD Marbella                      | Spanje | Segunda División B | -    | -     |
| 2008/09 | Antequera CF                     | Spanje | Segunda División B | -    | -     |
| 2009/10 | Zamora CF                        | Spanje | Segunda División B | -    | -     |
| 2010/11 | Club Deportivo Atlético Baleares | Spanje | Segunda División B | -    | -     |
| 2011/12 | KAS Eupen                        | België | Tweede Klasse      | 23   | 5     |
|         |                                  |        | Totaal             | 23   | 5     |